# Blaugrünes Sternlebermoos
Das Blaugrüne Sternlebermoos (Riccia glauca L.) ist eine Art innerhalb der Gattung Riccia. Es ist ein charakteristisches Pioniermoos auf offenerdigen, feuchten Standorten, insbesondere Äckern.

## Beschreibung
Das Blaugrüne Sternlebermoos ist ein einjähriges, thalloses Lebermoos, das in meist vollständigen Rosetten mit einem Durchmesser von 1 bis 2 Zentimeter wächst. Die Thalli sind blaugrün, wobei die bei anderen Riccia-Arten teilweise auftretende rote Pigmentierung bei dieser Art fehlt.
Die Thalluslappen sind 2- bis 3-mal dichotom verzweigt und im Querschnitt 4- bis 6-mal so breit wie hoch. Zur Spitze hin sind sie fächerförmig verbreitert.
Die Art ist monözisch. Es werden zahlreiche, in den Thallus eingesenkte Kapseln gebildet, die auf der Oberseite dunkel durchscheinen. Die Sporen werden erst mit dem Zerfall des umliegenden Gewebes frei.
Die Sporen sind dunkelbraun mit einem Durchmesser von 80 bis 100 μm. Auf der Außenseite liegen 7 bis 8 Felder entlang des Durchmessers. Die Innenseite ist nur undeutlich gefeldert.
Variabilität
Die Art umfasst eine Varietät:
Riccia glauca var. subinermis ((Lindb.) Warnst.)
Diese unterscheidet sich durch deutlich schmalere Thalluslappen, die im Querschnitt 1- bis 3-mal breiter als hoch sind. Außerdem sind die Ränder häufig purpurrot überlaufen und mit einzelnen Cilien besetzt. Die Sporen sind rosabraun mit einer sehr feinen Felderung und im Durchmesser 60 bis 80 μm groß.

## Verbreitung
Das Blaugrüne Sternlebermoos ist weltweit verbreitet. In Deutschland ist es überall häufig, fehlt jedoch in den Kalkgebieten und in höheren Gebirgslagen.

## Ökologie
Das Blaugrüne Sternlebermoos ist eine Lichtpflanze und erträgt daher nur bedingt Beschattung. Sie ist eine Pionierart auf offenen, feuchten, basischen bis schwach sauren Böden. Besonders häufig ist sie auf Äckern und Brachäckern zu finden. Daneben tritt sie an Wegrändern, Ruderalstellen, an Gräben, in Gärten und am Ufer trockengefallener Teiche auf. Ferner liegt ihr Schwerpunkt in submontan-temperaten Lagen mit subatlantischem bis subkontinentalem Klima. Ihr ökologisches Verhalten lässt sich anhand der Zeigerwerte nach Ellenberg wie folgt klassifizieren: L 8, T 5, K 5, F 7, R 5.

## Soziologie
Die Art ist eine kennzeichnende Art einer lebermoosreichen Ausprägung der Assoziation Pottietum truncatae v. Krus. 1945.
Diese stellt die typische Ackermoosgesellschaft auf leicht sauren bis subneutralen Standorten in Mitteleuropa dar. Charakterarten sind Abgestutztes Pottmoos (Pottia truncata), Acker-Hornmoos (Anthoceros agrestis) und Einhäusiges Braunhornmoos (Phaeoceros carolinianus). Ferner treten Arten der Gattung der Birnmoose (Bryum), Acker-Kleingabelzahnmoos (Dicranella staphylina) und Gespitztes Glanzmoos (Phascum cuspidatum) auf. In den lebermoosreichen Varianten dieser Gesellschaft kommen außerdem vor allem verschiedene Arten der Gattung der Sternlebermoose (Riccia) vor.

## Gefährdung und Schutz
Das Blaugrüne Sternlebermoos ist in Deutschland noch häufig zu finden. Im Zuge der Intensivierung der Landwirtschaft werden jedoch Äcker immer häufiger kurz nach der Ernte gepflügt, sodass die sich vorwiegend im Winter entwickelnden Ackermoose ihren Lebenszyklus nicht mehr abschließen können. Daher wird diese Art in der Roten Liste der Pflanzen Deutschlands als Art der Vorwarnliste (V) eingestuft.